# Anaconda (chanson)
Pour les articles homonymes, voir Anaconda (homonymie).
Singles de Nicki Minaj
Bang Bang
(2014) Low
(2014)
Pistes de The Pinkprint
Trini Dem Girls
(11) The Night Is Still Young
(13)
Anaconda est une chanson de la chanteuse et rappeuse américano-trinidadienne Nicki Minaj, extraite de son troisième album studio, The Pinkprint (2014). Sorti le 4 août 2014 sous les labels Young Money, Cash Money et Republic, il s'agit du deuxième single officiel de l'album. La piste est a été produite par AnonXmous, Polow da Don et Da Internz. La chanson est construite autour d'un sample de Baby Got Back du rappeur Sir Mix-a-Lot (1992).
La chanson culmine en 2e position du Billboard Hot 100 aux États-Unis, devenant le plus grand succès de Minaj dans les charts américains. Anaconda reste dans le top 10 durant 8 semaines, et 22 semaines en tout dans le Hot 100. La chanson atteint également le top 10 des charts en Australie, au Canada, en Irlande, en Nouvelle Zélande et au Royaume-Uni.
Un clip vidéo de la chanson réalisé par Colin Tilley sort le 19 août 2014. La vidéo bat le record Vevo du nombre de vues en 24 heures en accumulant 19.6 millions de vues le premier jour de sa sortie. Le record est plus tard battu en 2015 par le clip vidéo de Bad Blood de Taylor Swift. Anaconda est nommée comme "Meilleure chanson rap" lors des Grammy Awards 2015, et remporte le MTV Video Music Award de la meilleure vidéo hip-hop la même année,.

## Développement et sortie
Le 5 août 2014, le producteur Polow da Don annonce que l'instrumentale d'Anaconda était originellement destinée à la rappeuse Missy Elliott, qui n'avait jamais fini le morceau pour des raisons inconnues. Le morceau avait alors été confié à Minaj, qui l'avait alors ré-enregistré. Cependant le 24 août 2014 Elliott révèle à ses fans et abonnés via Twitter que les rumeurs étaient fausses et qu'elle n'avait jamais reçu l'instrumentale. La pochette du single est publiée le 24 juillet, et la sortie du single est annoncée pour le 28 juillet sur iTunes. Le 28 juillet, elle annonce le report de la sortie du single au 4 août. Anaconda est disponible le 4 août 2014 sur iTunes et Spotify.
En septembre 2014, le producteur Eric Bellinger prétend dans une interview pour XXL que Minaj a retiré son nom des crédits de la chanson car il avait parlé publiquement du single avant elle. La rappeuse répond sur Twitter en affirmant qu'il n'y a que deux producteurs pour la chanson. Le 10 décembre 2015, le coproducteur AnonXmous fait fuiter une seconde version de la chanson sur Internet. Certains couplets sont différents et on entend des extraits des paroles du single I'm Out de la chanteuse Ciara auquel Minaj a participé en 2013.

## Composition et paroles

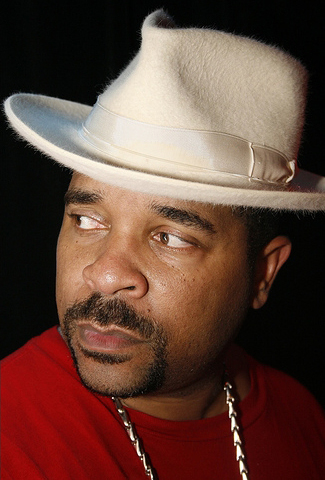
Sir Mix-a-Lot (ci-dessus), qui apparaît sur Anaconda.

Anaconda mélange hip-hop et pop-rap. Le morceau est écrit en do dièse mineur avec un tempo de 130 battements par minute. Il est composé autour d'un sample de Baby Got Back du rappeur Sir Mix-a-Lot et présente une ligne de basse minimaliste. La bande son de Baby Got Back joue tout au long du morceau, avec des changements dans le tempo. Le "oh my god" prononcé par des valley girls dans l'intro du morceau de Sir Mix-a-Lot est réutilisé dans le refrain d'Anaconda. Le synthé perçant des années 1990 augmente crescendo dans le refrain, et s'ajoute aux extraits vocaux de Sir Mix-a-Lot : « Little in the middle but she got much back » et « My anaconda don't want non unless you got buns, hun ».
Les paroles d'Anaconda sont provocantes, présentant des images sexuelles audacieuses et des jeux de mots érotiques : « Bite plus grande qu'une tour, et je ne parle pas d'Eiffel », « Il remue ma salade comme s'il s'appelait Romaine ». Le mot "anaconda" est une référence à l'organe sexuel masculin. Elle fait aussi plusieurs références à la culture populaire : Jaguar, Alexander McQueen, Floyd Mayweather, Vicks. Dans l'outro de la chanson, Minaj laisse échapper un long ricanement et un trill. Elle fait ensuite une dédicace à toutes les femmes « avec des grosses fesses » en dénigrant les femmes minces : « Fuck les meufs filiformes ». Dans ses paroles, la chanson est perçue par certains comme une diss track, en réponse à Baby Got Back. Tandis que Sir Mix-a-Lot convoite le corps d'une femme et parle du plaisir qu'il éprouve, Minaj prend la perspective d'une femme qui utilise son physique callipyge pour son profit et son émancipation.

## Illustration
Après avoir annoncé une surprise à ses fans sur Twitter, Minaj dévoile la pochette du single sur son compte Instagram le 4 août 2014. On y voit la rappeuse accroupie et de dos, sa tête tournée vers l'objectif. Elle porte un soutien gorge et un string rose bonbon et une paire de Jordans bleu royal, posant sur un fond blanc.
Dès sa publication, l'illustration connaît un succès viral sur les réseaux sociaux. Le hashtag « #ANACONDA » devient une tendance Twitter, tandis que l'image récolte plus de 300 000 j'aime sur Instagram et devient un meme. De nombreux internautes photoshoppent en effet la rappeuse sur des œuvres d'art célèbres telle que La Joconde, La Cène ou American Gothic, ainsi que dans d'autres contextes : le logo de Google, la statue de la Liberté, l'affiche du Roi Lion, en compagnie de Bob l'éponge… Elle partage plusieurs de ces parodies sur son compte Instagram.
Avec ce succès, Minaj fait aussi face à de nombreuses critiques pour le contenu explicite de l'image. Tshepo Mokoena de The Guardian se demande si la pochette n'est pas « trop risquée pour son bien » et écrit : « Minaj ne craint pas de froisser son public. Mais est-ce que poser avec ses fesses quasiment nues pour une photo promotionnelle ne sape pas son image d'artiste puissante et d'esprit indépendant ? Ou est-ce que la blague est d'attirer l'attention des voyeurs par le visuel tandis qu'ils manquent le message convoyé par les paroles ? Doit-on célébrer ou censurer cette pochette (…) ? ». Minaj répond aux critiques via les réseaux sociaux. Elle partage des photos dénudées de mannequins comme Kate Upton, Lily Aldridge et Chrissy Teigen publiées dans le magazine Sports Illustrated avec la légende "Acceptable", puis republie l'illustration avec la légende "Inacceptable", soulignant ainsi l'hypocrisie de la société quant à la perception de ce qui est explicite et ce qui ne l'est pas. La chanteuse Katy Perry montre notamment son soutien à Minaj via Twitter.

## Accueil critique
Carolyn Menyes de Music Times écrit que la chanson est « osée » mais qu'il « fallait s'y attendre », et apprécie que Minaj « garde sa promesse de s'éloigner de ses hits pop tels que Super Bass et Starships et retourne à ses racines de rap hardcore ». Kory Grow de Rolling Stone salue le sample de Baby Got Back et affirme que la chanson reste fidèle au thème de l'originale. Kevin Goddard de HotNewHipHop prédit que « la nouvelle version osée de Nicki va être le prochain phénomène de l'industrie ». Dan Reilly de Spin ajoute : « Minaj prend la géniale ode aux gros postérieurs de Sir et ajoute une bonne dose de jargon sexuel de 2014 ». Amy Davidson de Digital Spy donne à la chanson 3 étoiles sur 5 et estime que « Nicki fait tomber les barrières ». Alex Macpherson de The Guardian conclut : « En tant que chanson festive, c'est une force indéniable avec ces couplets impressionnants ».
Sir Mix-a-Lot partage ses sentiments sur la chanson dans une interview pour Billboard, disant : « J'aime vraiment et c'est marrant parce que les gens me disent "oh, c'est pas le message de Baby Got Back!" N'en parlons même pas. Mais quand je l'ai entendu pour la première fois, j'ai vraiment aimé. J'aime le changement d'ambiance. Elle a fait plein de choses, comme à un moment elle a ralenti le morceau à demi-vitesse puis elle est repartie à fond. C'était super bien. C'est une chanson cool ».
Anaconda est en troisième position de la liste des "101 meilleures chansons de 2014" éditée par Spin. Le magazine affirme que le morceau est « bien plus qu'une chanson — c'est un mouvement culturel qui a incité un débat national ». MTV News place le morceau en deuxième position de sa liste des "meilleures chansons de 2014", et il apparaît également dans la liste des "50 chansons pop de 2014" de Stereogum,.
Malgré cet accueil positif, Anaconda reçoit également des critiques négatives. Joe Mellor de The London Economic considère le morceau comme « l'une des pires chansons de tous les temps ». A. J. Delgado du National Review décrit la chanson comme « dégradante », ajoutant qu'elle promeut la prostitution, la consommation de drogue et représente un mauvais modèle pour les jeunes filles. Une ville d'Israël interdit l'usage de la chanson lors de concerts ou d'évènements sportifs, clamant que le morceau constitue une violation de la dignité de la femme, encourage la culture du viol et d'humiliation des femmes et que les paroles étaient « pleines de mots racistes, d'insultes, de sexisme et d'homophobie ».

## Accueil commercial
Aux États-Unis, Anaconda atteint la première place du classement des ventes iTunes le lendemain de sa sortie. Minaj devient ainsi la première rappeuse à occuper cette position avec un single en solo. La collaboration de Minaj, Ariana Grande et Jessie J intitulée Bang Bang occupe la deuxième position du classement, ce qui fait également de Minaj la première rappeuse à avoir deux chansons dans le classement.
La chanson débute en 3e position du classement Digital Songs, avec 141 000 téléchargements lors de sa première semaine de sortie. Bang Bang occupant la deuxième position, Minaj devient la première artiste à avoir deux chansons simultanément dans le top 3 du classement depuis Taylor Swift en 2012. La chanson débute en 19e position du Hot 100, devenant la 51e chanson de Minaj à entrer dans le classement, Minaj étant alors ex-aequo avec Michael Jackson pour le total d'entrées au Hot 100. Lors de la semaine finissant le 6 septembre 2014, Anaconda passe de la 39e position à la 2e position du Hot 100, devenant le plus gros succès de Minaj dans le chart et son onzième top 10. La chanson est bloquée de la première position par le titre Shake It Off de Taylor Swift, qui débute dans le Hot 100 la même semaine. Ce bond de 37 positions est principalement dû à la sortie du clip vidéo, qui a cumulé plus de 32 millions de vues en une semaine. Ce total fait aussi bondir Anaconda de la 42e position à la 1re position du classement Streaming Songs. Il s'agit de la plus grande semaine de streaming depuis celle de Wrecking Ball le 28 septembre 2013. Anaconda est certifiée double platine par la RIAA le 14 novembre 2014 pour 2 millions de ventes, et s'était écoulée à 1,3 million de copies physiques aux États-Unis en décembre 2014,.
En France, Anaconda débute et culmine en 24e position du classement des ventes de singles iTunes le 4 août 2014, et reste 99 jours dans le classement. La chanson débute en 77e position du Top de la semaine édité par le SNEP. Elle culmine en 38e position, et reste dans le classement durant 20 semaines.

## Clip vidéo

### Développement et sortie
Le 4 août 2014, Minaj célèbre le succès d'Anaconda sur iTunes en partageant un teaser du clip vidéo sur son compte Instagram. Le 7 août, elle publie sur sa chaîne YouTube un vlog de trois minutes montrant les coulisses du tournage du clip vidéo et publie des photos extraites du clip sur Instagram, annonçant sa sortie le mercredi suivant sur Vevo. Le 20 août à minuit pile, elle publie le lien du clip sur son compte Twitter. Réalisé par Colin Tilley, le clip de 5 minutes est tourné en couleur à Los Angeles en Californie. En France, le clip est diffusé en journée en version flouté avec la signalétique -10 sur certaines chaînes et sur d’autres après 22h sans floutage avec une signalétique -12 en raison du thème de la vidéo, de la vulgarité et des scènes à caractère sexuel et érotique qu’il dégage. Sur d’autres chaînes encore, le clip est diffusé sans floutage et sans signalétique mais très tard le soir.

### Synopsis

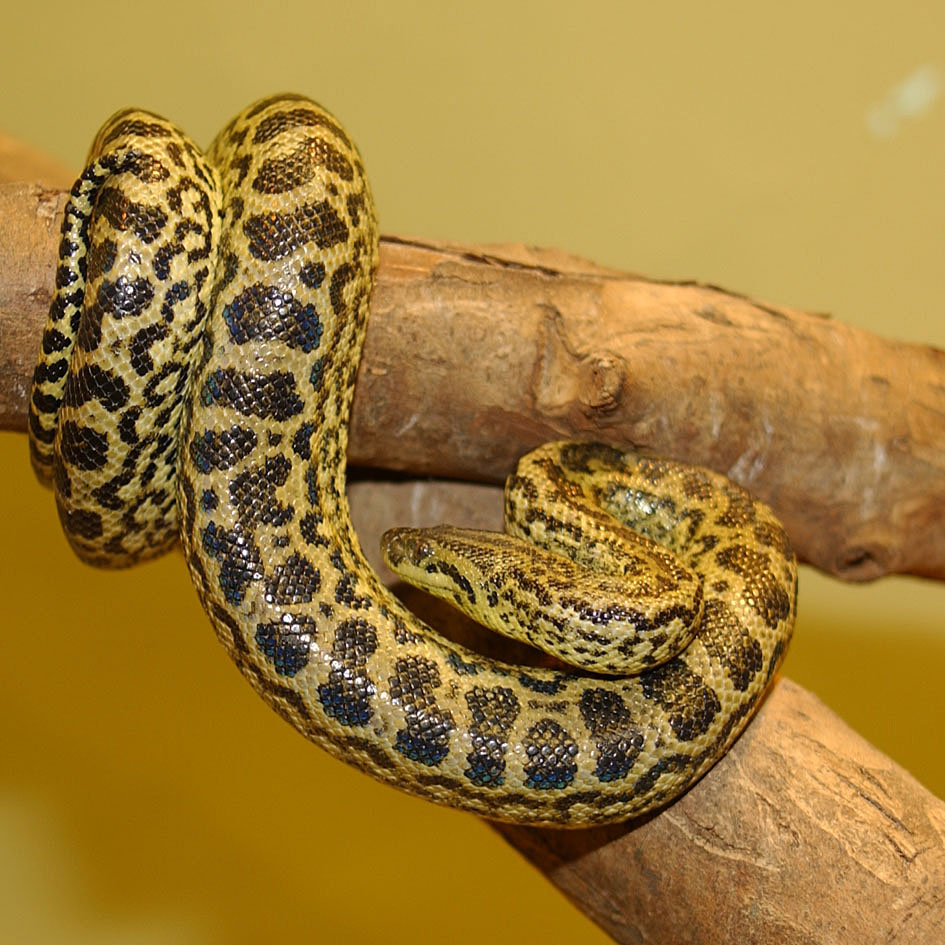
Un anaconda, qui prête son nom à la chanson et apparaît brièvement dans le clip.

Le clip vidéo ouvre sur une jungle tropicale où l'on entend des chants d'oiseaux et des rugissements bestiaux. La caméra se déplace vers Minaj et quatre danseuses portant des deux pièces noirs ajustés, posant devant une cabane en bambou. Un anaconda se glisse dans le champ de la caméra, rajouté en image numérique. Durant le refrain et le premier couplet, des images entrecoupées se succèdent : les danseuses posent et twerkent et on voit des bananes, des ananas, des cocktails et une enceinte Beats. Minaj porte un short moulant noir et une brassière constituée de chaînes d'or tandis qu'elle rappe, twerke sur le sol et pose lascivement. Des scènes de la rappeuse sur le plateau d'un shooting photo sont également ajoutées. Le décor change lors du second refrain : Minaj et les danseuses exécutent une chorégraphie sur des tabourets, portant des hauts moulants et des shorts en jean, le tout sur un fond blanc. Durant le second couplet, Minaj est maintenant dans une salle de gym au milieu de la jungle. Portant la même tenue que sur l'illustration du single, elle agit comme un coach sportif et porte des poids. Les images se succèdent rapidement : la jungle, le fond blanc, la salle de sport, ainsi qu'une scène de Minaj dans une cuisine, portant une perruque rose et une tenue de soubrette. Elle imite une fellation avec une banane qu'elle finit par trancher et étale de la crème fouettée sur son décolleté. Lors de l'outro de la chanson, Minaj apparaît portant un bikini rose dans une source thermale, et donnant une lap dance au rappeur Drake. La vidéo se termine sur Drake qui tente de toucher le derrière de Minaj, qui le repousse et s'en va, laissant le rappeur excité et dépité.

### Accueil
En 24 heures après sa sortie, le clip vidéo est visionné 19,6 millions de fois sur Vevo. Par conséquent, Minaj bat le record Vevo du nombres de vues en 24 heures, précédemment détenu par Miley Cyrus pour son clip Wrecking Ball. Minaj avait auparavant détenu ce record à deux reprises, en janvier 2012 pour Stupid Hoe et en octobre 2012 pour Beauty and a Beat avec Justin Bieber. En décembre 2019, la vidéo cumule plus de 905 millions de vues, et reste la vidéo la plus visionnée de Minaj en solo.
Vulture nomme Anaconda comme le 11e meilleur clip de 2014, et Spin le place en 3e position des meilleurs clips de l'année,. Grazia nomme Anaconda le 10e clip le plus vu de l'année. Rolling Stone inclut également la vidéo dans sa liste des "30 clips vidéo les plus sexy de tous les temps".

## Performances
Le 24 août 2014, Minaj interprète la chanson publiquement pour la première fois lors de l'ouverture des MTV Video Music Awards 2014. Elle est suivie d'une performance d'Ariana Grande et de son single Break Free, puis une performance de Jessie J, Grande et Minaj pour leur single en commun Bang Bang. Le 9 septembre 2014, elle interprète le single lors du gala de charité Fashion Rocks, introduite par Paris Hilton et Steve Madden. Le 19 septembre, Minaj interprète le morceau lors du iHeartRadio Music Festival 2014. Le 9 novembre, Minaj interprète un medley de Super Bass, Anaconda et Bed of Lies en featuring avec Skylar Grey lors des MTV Europe Music Awards 2014. Anaconda fait partie de la setlist des tournées The Pinkprint Tour (2015) et The Nicki Wrld Tour (2019),.

## Crédits
Crédits adaptés de Spotify.
- Nicki Minaj : interprète, compositrice
- James "Polow da Don" Jones : compositeur, producteur
- Da Internz : compositeurs, producteurs
- Anthony Ray : compositeur
- J. Solone-Myvett : compositeur
- Anonymous : producteur

## Classements mondiaux

### Classements hebdomadaires
| Classement (2014—15)                    | Meilleure position |
| --------------------------------------- | ------------------ |
| Allemagne (Media Control AG)            | 48                 |
| Australie (ARIA)                        | 8                  |
| Australie (Urban ARIA)                  | 1                  |
| Autriche (Ö3 Austria Top 40)            | 36                 |
| Belgique (Flandre Ultratop 50 Singles)  | 22                 |
| Belgique (Flandre Ultratop R&B/Hip-Hop) | 4                  |
| Belgique (Wallonie Ultratop 50 Singles) | 33                 |
| Brésil (ABPD)                           | 11                 |
| Canada (Hot 100)                        | 3                  |
| Corée du Sud (Gaon Chart)               | 80                 |
| Danemark (Tracklisten)                  | 37                 |
| Écosse (OCC)                            | 2                  |
| Espagne (PROMUSICAE)                    | 16                 |
| États-Unis (Hot 100)                    | 2                  |
| États-Unis (Hot Dance Club Songs)       | 22                 |
| États-Unis (Hot Rap Songs)              | 1                  |
| États-Unis (Mainstream Top 40)          | 4                  |
| États-Unis (R&B/Hip-Hop Songs)          | 1                  |
| États-Unis (Rap Streaming Songs)        | 1                  |
| États-Unis (Rhythmic)                   | 21                 |
| Europe (Euro Digital Song Sales)        | 6                  |
| Finlande (Suomen virallinen lista)      | 26                 |
| France (SNEP)                           | 38                 |
| France (Airplay)                        | 23                 |
| France (Ventes SNEP)                    | 5                  |
| Irlande (IRMA)                          | 10                 |
| Italie (FIMI)                           | 52                 |
| Nouvelle-Zélande (RMNZ)                 | 9                  |
| Pays-Bas (Single Top 100)               | 30                 |
| Portugal (AFP)                          | 39                 |
| Tchéquie (IFPI Rádio)                   | 47                 |
| Royaume-Uni (UK Singles Chart)          | 3                  |
| Royaume-Uni (UK R&B Singles Chart)      | 1                  |
| Slovaquie (IFPI Rádio)                  | 19                 |
| Suède (Sverigetopplistan)               | 8                  |
| Suisse (Schweizer Hitparade)            | 55                 |

### Classements de fin d'année
| Classement (2014)              | Position |
| ------------------------------ | -------- |
| Australie (ARIA)               | 62       |
| Canada (Hot 100)               | 40       |
| États-Unis (Hot 100)           | 36       |
| États-Unis (R&B/Hip-Hop Songs) | 9        |
| États-Unis (Rhythmic)          | 40       |

## Certifications
| Pays                    | Certification | Ventes    |
| ----------------------- | ------------- | --------- |
| Australie (ARIA)        | 2 × Platine   | 140 000   |
| États-Unis (RIAA)       | 2 × Platine   | 2 000 000 |
| Italie (FIMI)           | Or            | 25 000    |
| Nouvelle-Zélande (RMNZ) | Or            | 7 500     |
| Norvège (IFPI Norvège)  | Or            | 5 000     |
| Royaume-Uni (BPI)       | Or            | 400 000   |

## Distinctions
Anaconda est nommée en 2015 pour le Grammy Award de la meilleure chanson rap, qui est cependant remporté par i de Kendrick Lamar. Elle est également nommée pour "Meilleure chanson rap" aux Billboard Music Awards, et remporte un BMI Urban Award,.
Le clip vidéo d'Anaconda est nommé comme "Vidéo de l'année" lors des BET Awards 2015. Il est nommé deux fois aux MTV Video Music Awards, et remporte le prix de "Meilleure vidéo hip-hop". Le clip remporte également le "Boombox Fan Choice Award de la meilleure vidéo hip-hop" et un Vevo Hot This Year Award.

## Historique de sortie
| Région      | Date         | Format                   | Label                             |
| ----------- | ------------ | ------------------------ | --------------------------------- |
| Monde       | 4 août 2014  | Téléchargement numérique | Cash Money, Young Money, Republic |
| Royaume-Uni | 5 août 2014  | Téléchargement numérique | Cash Money, Young Money, Republic |
| États-Unis  | 12 août 2014 | Contemporary hit radio   | Cash Money, Young Money, Republic |
| États-Unis  | 12 août 2014 | Rhythmic contemporary    | Cash Money, Young Money, Republic |